# Грудки (Костромская область)
Грудки — деревня в Расловском сельском поселении Судиславского района Костромской области России.

## География
Деревня расположена на реке Кохталка., недалеко от автодороги Кострома — Верхнеспасское Р98 и железнодорожной ветки Кострома — Галич.

## История
Согласно Спискам населенных мест Российской империи в 1872 году деревня находилась на почтовом тракте из Костромы в Галич и относилась к 1 стану Костромского уезда Костромской губернии. В ней числилось 15 дворов, проживало 42 мужчины и 49 женщин.
Согласно переписи населения 1897 года в деревне проживало 85 человек (33 мужчины и 52 женщины).
Согласно Списку населенных мест Костромской губернии в 1907 году деревня относилась к Богословской волости Костромского уезда Костромской губернии. По сведениям волостного правления за 1907 год в ней числилось 14 крестьянских дворов и 99 жителей. В деревне имелись две кузницы. Основными занятиями жителей деревни, помимо земледелия, были извоз и заводские отхожие промыслы.
До муниципальной реформы 2010 года деревня являлась административным центром Грудкинского сельского поселения Судиславского района.

## Население
| 1877 | 1897 | 1907 | 2008 | 2010 | 2014 |
| ---- | ---- | ---- | ---- | ---- | ---- |
| 91   | ↘85  | ↗99  | ↗377 | ↘337 | ↗371 |